# Aeschillus Svenonis Fabricius
Aeschillus Svenonis Fabricius, född december 1625 i Byarums församling, död 21 april 1692 i Stora Åby församling, var en svensk präst i Stora Åby församling.

## Biografi
Aeschillus Svenonis Fabricius föddes december 1625 i Byarums socken. Han blev 1648 student vid Åbo akademi och filosofie magister 1661. Fabricius blev 1663 rektor på Visingsö. Genom fullmakt av greve Per Brahe den yngre den 7 september 1670 blev han kyrkoherde i Stora Åby församling och tillträdde 1 november samma år. Den 1 mars 1671 blev han prost över Stora Åby och Trehörna och den 27 juni 1679 kontraktsprost i Lysings kontrakt. Fabricius avled 21 april 1692 i Stora Åby socken.
Fabricius gifte sig 1676 med Sata Enander (1656–1710). Hon var dotter till kontraktsprosten Johannes Enander i Norrköping. De fick tillsammans barnen Nils Samuel (1686–1734), Catharina (född 1687), Sara (1690–1710), Elisabet och två barn utan namn (döda 1679 och 1682).